# Renault Pales
Renault Palès (außerhalb Frankreichs meist Pales) war eine Traktor-Baureihe des Herstellers Renault Agriculture, der ehemaligen Traktorensparte des französischen Automobilherstellers Renault, die von 1999 bis 2003 produziert und von Claas, der Renault Agriculture übernahm, unter dem Namen Claas Pales weitergeführt wurde. Hergestellt wurde dieses Modell bei Carraro Agritalia.

## Varianten
Renault Pales wurde in folgenden Modellen gebaut:
| Modell              | Motor             | Motorleistung in kW (PS) | Hubraum in Kubikzentimeter | Bauzeit   |
| ------------------- | ----------------- | ------------------------ | -------------------------- | --------- |
| Renault Pales 210   | Dreizylindermotor | 38 (52)                  | 2.800                      | 1999–2003 |
| Renault Pales 210 A | Dreizylindermotor | 38 (52)                  | 2.800                      | 1999–2003 |
| Renault Pales 230   | Vierzylindermotor | 49 (67)                  | 3.800                      | 1999–2003 |
| Renault Pales 230 A | Vierzylindermotor | 49 (67)                  | 3.800                      | 1999–2003 |
| Renault Pales 240 A | Vierzylindermotor | 56 (76)                  | 4.100                      | 1999–2003 |

Das Getriebe umfasste zwölf Vorwärts- und zwölf Rückwärtsganggänge. Pales 240 stand ausschließlich als Allradschlepper zur Verfügung, die beiden kleineren Modelle waren mit Hinterradantrieb erhältlich. Alle Modelle gab es in einer 30-km/h- und einer 40-km/h-Version.